# Pseudoeurycea
Pseudoeurycea is een geslacht van salamanders uit de familie longloze salamanders (Plethodontidae). De groep werd voor het eerst wetenschappelijk beschreven door Edward Harrison Taylor in 1944.
Er zijn veertig verschillende soorten die voorkomen in delen van Midden-Amerika en leven in de landen Mexico en Guatemala. Vroeger waren er meer soorten, maar een aantal soorten is aan andere geslachten toegewezen. 

## Taxonomie
Geslacht Pseudoeurycea
- Soort Pseudoeurycea ahuitzotl
- Soort Pseudoeurycea altamontana
- Soort Pseudoeurycea amuzga
- Soort Pseudoeurycea anitae
- Soort Pseudoeurycea aquatica
- Soort Pseudoeurycea aurantia
- Soort Pseudoeurycea brunnata
- Soort Pseudoeurycea cochranae
- Soort Pseudoeurycea conanti
- Soort Pseudoeurycea exspectata
- Soort Pseudoeurycea firscheini
- Soort Pseudoeurycea gadovii
- Soort Pseudoeurycea goebeli
- Soort Pseudoeurycea juarezi
- Soort Pseudoeurycea kuautli
- Soort Pseudoeurycea leprosa
- Soort Pseudoeurycea lineola
- Soort Pseudoeurycea longicauda
- Soort Pseudoeurycea lynchi
- Soort Pseudoeurycea melanomolga
- Soort Pseudoeurycea mixcoatl
- Soort Pseudoeurycea mixteca
- Soort Pseudoeurycea mystax
- Soort Pseudoeurycea nigromaculata
- Soort Pseudoeurycea obesa
- Soort Pseudoeurycea orchileucos
- Soort Pseudoeurycea orchimelas
- Soort Pseudoeurycea papenfussi
- Soort Pseudoeurycea rex
- Soort Pseudoeurycea robertsi
- Soort Pseudoeurycea rubrimembris
- Soort Pseudoeurycea ruficauda
- Soort Pseudoeurycea saltator
- Soort Pseudoeurycea smithi
- Soort Pseudoeurycea tenchalli
- Soort Pseudoeurycea teotepec
- Soort Pseudoeurycea tlahcuiloh
- Soort Pseudoeurycea tlilicxitl
- Soort Pseudoeurycea unguidentis
- Soort Pseudoeurycea werleri